# Andrey Sidelnikov
Andrey Gennadyevich Sidelnikov (Андрей Геннадьевич Сидельников; Moscou, 8 de março de 1980) é um futebolista russo que atua como goleiro. Seu time atual é o FC Aktobe.